# Gabriel Vargas

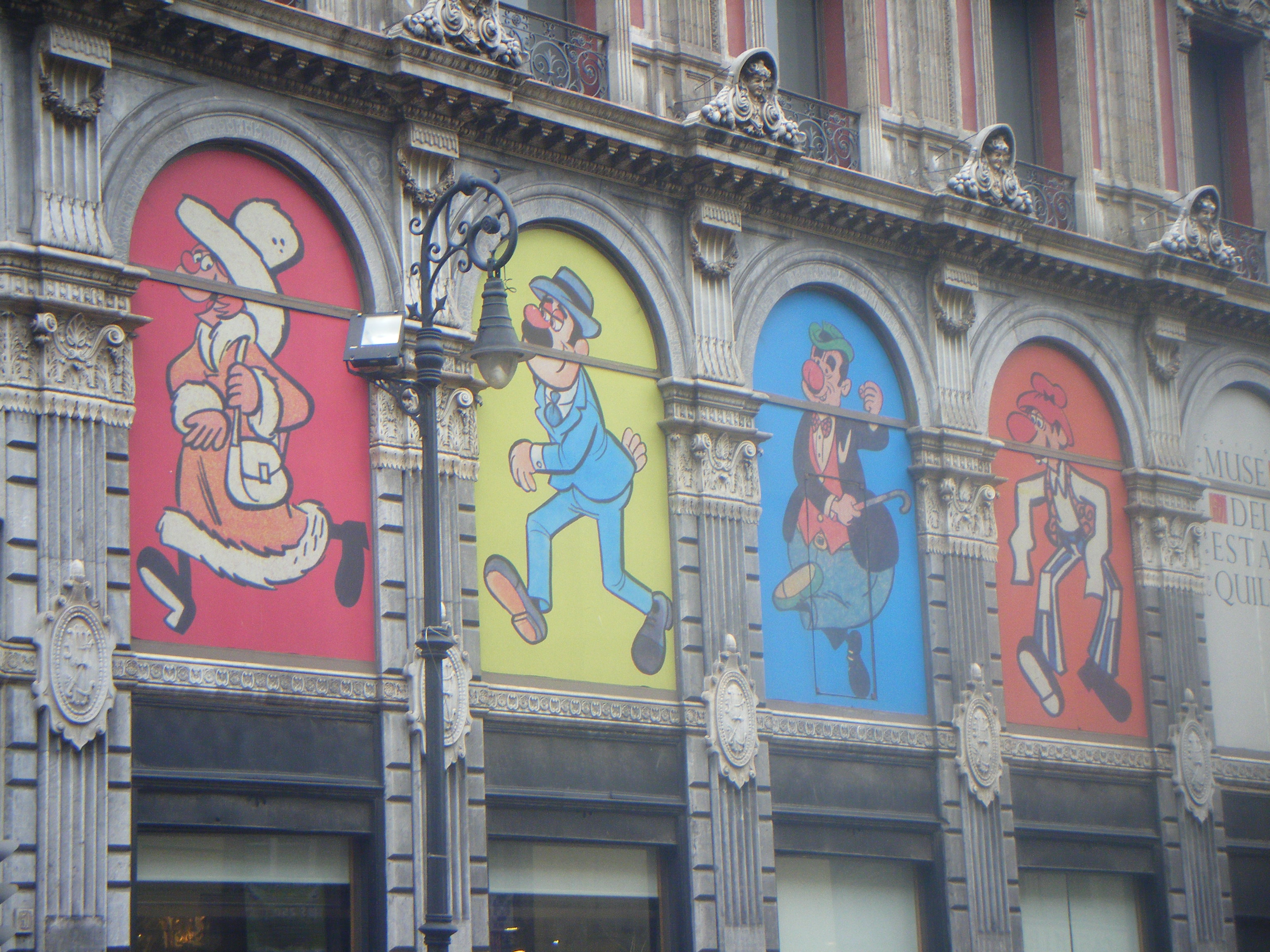
Personagens de Gabriel Vargas no Museo del Estanquillo na Cidade do México

Gabriel Vargas Bernal (Tulancingo, Hidalgo, 5 de fevereiro de 1915 - Cidade do México, 25 de maio de 2010) foi um desenhista e caricaturista mexicano.
Foi criador dos quadrinhos  La Familia Burrón, uma das referências mais importantes desta arte no México.
Vargas também foi reconhecido com o Prêmio Nacional de Ciências e Artes em 1993, outorgado pelo Conselho Nacional para a Cultura e Artes do México, era considerado o "cronista urbano" da capital mexicana do século XX e um ícone da caricatura mexicana.

## Vida
Órfão de pai com apenas 4 anos, sua mãe o levou para a capital mexicana para viver com 11 irmãos, onde desde jovem passou a se destacar como desenhista, atividade que seguiria por toda a vida. Assim, em 1930, com 15 anos, obteve o segundo lugar em uma premiação internacional de desenho acontecido em Osaka, no Japão.
O diretor de cultura do Instituto Nacional de Belas Artes Alfonso Pruneda lhe ofereceu uma bolsa de estudos em Paris para aperfeiçoar a habilidade em desenhar, mas ele passou a trabalhar como ilustrador do periódico Excélsior.
Com 17 anos, já se tornaria chefe do Departamento de Ilustração.
Antes de perder sua primeira esposa, com a qual teve dois filhos, casou em 1976 com a jornalista Guadalupe Appendini.
Em 1980, sofreu uma embolia por trabalhar mais de 20 horas por dia, mas, ainda assim, seguiu desenhando.
Faleceu em 2010 com complicações cardiovasculares.

## Obras
- Los Superlocos
- La Familia Burrón (1937-2009)
- La vida de Cristo
- Sherlock Holmes
- Pancho López
- El gran Caperuzo
- Los Chiflados
- Los del Doce
- Sopa de perico

### Legado
A Familia Burrón foi uma revista em tamanho médio publicada de 1978 a 26 de agosto de 2009, totalizando 1616 edições.
Uma antologia impressa pela Editorial Porrúa e selecionada pelo autor é publicada em 2010. A coleção completa está no Museu de Florença, Itália e na Universidade de Sorbonne, na França, e retrata a sociedade mexicana.
O Museo del Estanquillo (de Carlos Monsiváis) na Cidade do México também dedica uma sala apenas à série mais famosa do caricaturista.

## Prêmios
- Em 1983, Gabriel Vargas obteve o Prêmio Nacional de Periódicos do México na categoria Caricatura pelo trabalho realizado na Editorial Panamericana
- Recebeu em 2003 o Prêmio Nacional de Artes e Tradições Populares[4]
- No dia 21 de novembro de 2007, recebeu o reconhecimento do governo da capital mexicana, que lhe concedeu o título de cidadão distinto[4]